# Marcos Navarro
Marcos Navarro (Salta, Argentina, 8 de marzo de 1984) es un futbolista argentino que juega como centrocampista en Gimnasia y Tiro, uno de los equipos más importantes de Salta. 
Se destacó en clubes como: Juventud Antoniana, Villa San Antonio, y Guarani Antonio Franco.  

## Carrera
Comenzó su carrera profesional en el Centro Juventud Antoniana en el año 2006, proveniente del Club Cachorros de su ciudad natal. Permaneció allí hasta el año 2011, ya que luego fichó por el Gimnasia y Tiro. Su paso por la entidad alba fue discreto, y tras un breve período, fue transferido a Central Córdoba en 2012. Tras una temporada en el club santiagueño, firmó un contrato con Guaraní Antonio Franco, para luego regresar al club donde inició su carrera, el Centro Juventud Antoniana. Posteriormente jugó para la Villa San Antonio.

## Clubes
| Club                   | País      | Temporadas  |
| ---------------------- | --------- | ----------- |
| Cachorros Béisbol Club | Argentina | 2004 - 2006 |
| Juventud Antoniana     | Argentina | 2006 - 2011 |
| Gimnasia y Tiro        | Argentina | 2011 - 2012 |
| Central Córdoba        | Argentina | 2012 - 2013 |
| Guaraní Antonio Franco | Argentina | 2013 - 2014 |
| Juventud Antoniana     | Argentina | 2014 - 2017 |
| Villa San Antonio      | Argentina | 2018 - 2019 |
| Gimnasia y Tiro        | Argentina | 2020        |